# Dion Boucicault

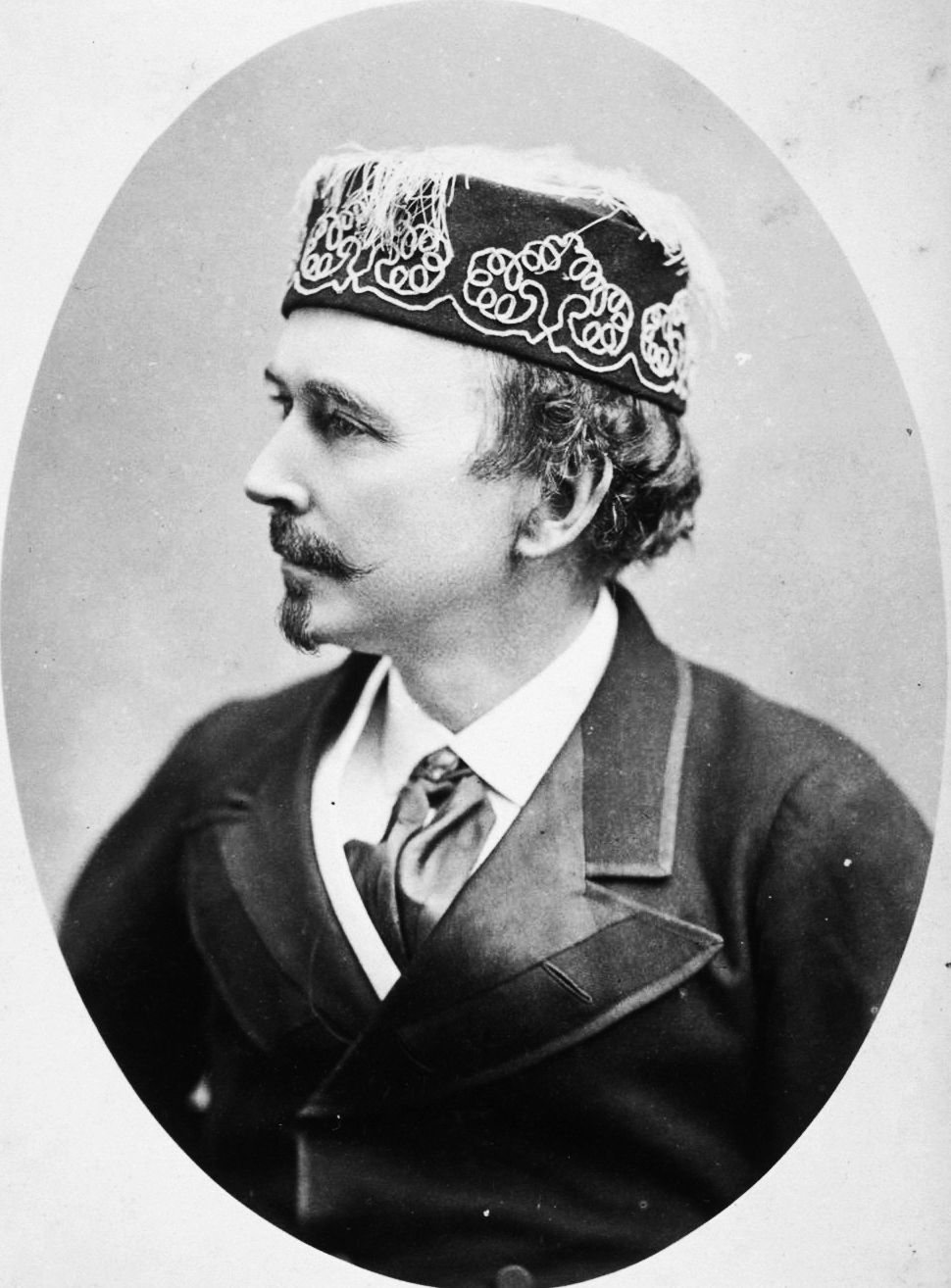
Dion Boucicault 1878.

Dionysius (Dion) Lardner Boucicault, född den 26 maj 1822 i Dublin, död den 18 september 1890 i New York, var en irländsk teaterförfattare av fransk härkomst och verksam i USA. 
Boucicault gjorde 1841 en gynnsam debut som både dramatiker och skådespelare med lustspelet London assurance på Covent-gardenteatern. Åren 1853–60 tillbragte han i Amerika, var från 1861 teaterdirektör i London, utan större framgång, och bosatte sig 1876 i New York, där han utförde huvudrollerna i sina skådespel. Boucicault författade eller bearbetade omkring 150 teaterpjäser, till stor del efter franska originalstycken. Han förstod att låta sina pjäser kulminera i en rörande scen och ansågs för den bäste irländske aktör på sin tid. Genom åtskilliga stycken underblåste han irländarnas agg till engelsmännen. Bland dem, som mest slagit an, må vidare nämnas Old heads and young hearts ("Far och son", 1849), Used up, den irländska folkdramen Colleen Bawn (1860), vilken rönte stor framgång även i Paris (bearbetad av d'Ennery), The octoroon (1861), med ämne från slavlivet i Nordamerika, The corsican brothers och The filt (1885).